# Cantón de Saint-Germain-du-Bois
El cantón de Saint-Germain-du-Bois era una división administrativa francesa, que estaba situada en el departamento de Saona y Loira y la región de Borgoña.

## Composición
El cantón estaba formado por trece comunas:
- Bosjean
- Bouhans
- Devrouze
- Diconne
- Frangy-en-Bresse
- Le Planois
- Le Tartre
- Mervans
- Saint-Germain-du-Bois
- Sens-sur-Seille
- Serley
- Serrigny-en-Bresse
- Thurey

## Supresión del cantón de Saint-Germain-du-Bois
En aplicación del Decreto nº 2014-182 de 18 de febrero de 2014, el cantón de Saint-Germain-du-Bois fue suprimido el 22 de marzo de 2015 y sus 13 comunas pasaron a formar parte del nuevo cantón de Pierre-de-Bresse.